# Tànger-Tetuan
Tànger-Tetuan (en àrab: طنجة تطوان, en amazic ⵜⴰⵏⵊⴰ-ⵜⵉⵟⵟⴰⵡⵉⵏ, en francès: Tanger-Tétouan) era una de les setze regions en què està organitzat el Marroc abans de la reforma administrativa de 2015. La seva capital és Tànger. Té una població de 2.586.000 habitants i una superfície d'11.290 km². El 2015, es va formar la nova regió de Tànger-Tetuan-Al Hoceima, integrant la província d'Al Hoceima.
La regió, situada al nord del país, està banyada per l'oceà Atlàntic i la mar Mediterrània. Al sud, limita amb els regions de Garbo-Chrarda-Beni Hsen i de Tassa-Espígols-Taunat. Al nord té frontera amb la ciutat autònoma de Ceuta.

Regió del Marroc

## Història
Els primers assentaments humans es van establir en el Paleolític; hi ha constància que els habitants d'aquesta regió van establir relacions amb altres pobles de la Mediterrània. La posició geogràfica de la regió la va convertir en cap de pont, tant en temps de pau com de guerra.
Durant l'antiguitat, es va experimentar el desenvolupament urbà a la regió, i gran part de les actuals ciutats són hereves d'aquelles. Per exemple, Tànger, antiga Tingis, Arcila (Zilil), Larraix (Lixus) o Tetuan (Tamudo). La gran excepció, la representa Xauen, ciutat amb un desenvolupament més tardà, que va sorgir en un medi rural i muntanyenc a causa de factors polítics i religiosos, i que es va desenvolupar gràcies a la influència andalusina.
Les medines de les ciutats de Tànger-Tetuan presenten un gran interès a conseqüència de la seva herència històrica influïda per importants civilitzacions com l'Àndalus, Turquia o Portugal. Igual que totes les altres ciutats històriques del Marroc, les ciutats de la província es divideixen en la medina amb la kasba i la ciutat moderna. La primera es troba dins dels límits de les muralles defensives, mentre que la segona es va desenvolupar extramurs. La ciutat moderna es va començar a desenvolupar durant el protectorat espanyol (1912-1956) i el règim internacional de Tànger. La majoria de ciutats importants en aquesta província van tenir el seu començament com a ciutats portuàries.

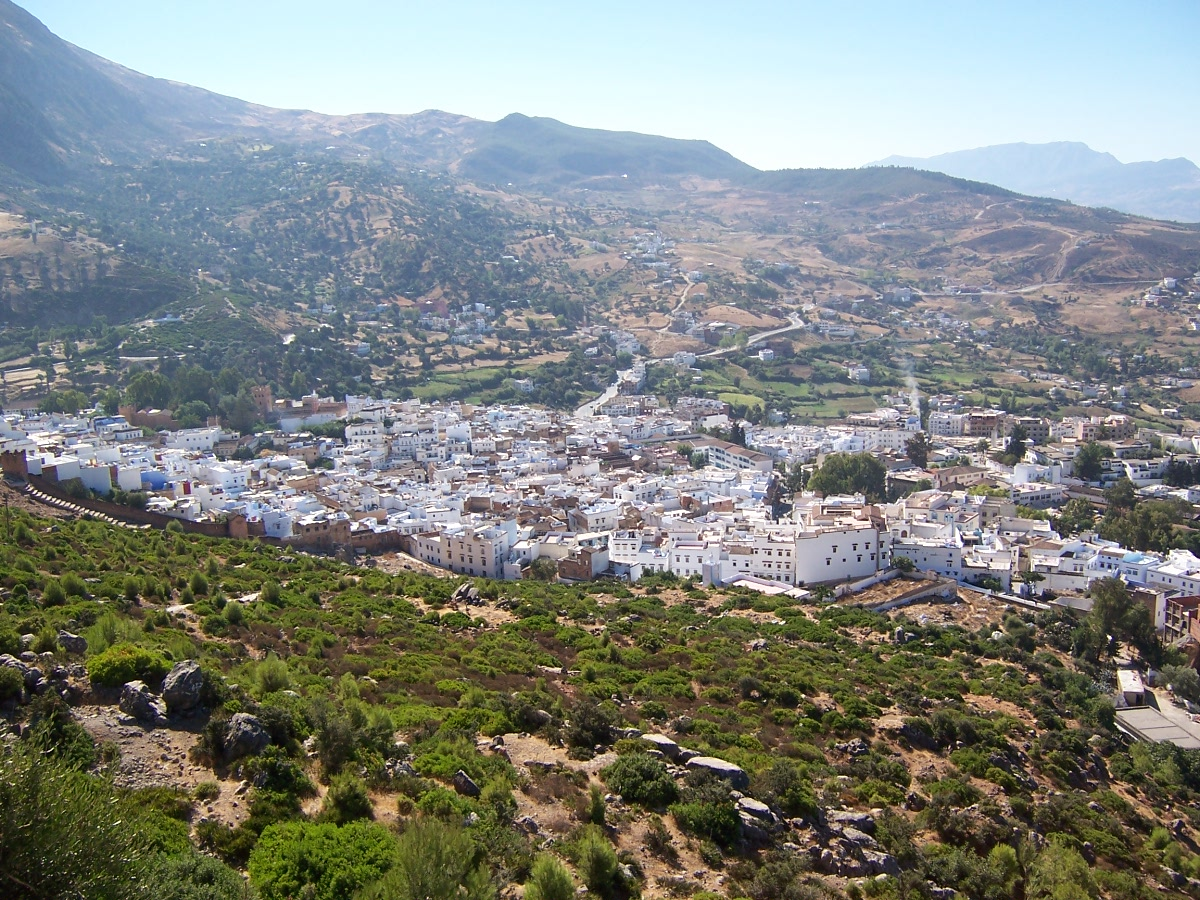
Vista de la ciutat de Xauen

## Demografia
Segons el cens general de població i l'hàbitat de 1994, la població de la regió s'estima en 2,04 milions d'habitants, cosa que representa el 8% de la població total del Marroc. L'any 2010, s'estima que tindrà 2,8 milions d'habitants, dels quals el 86% seran urbans.
| 2.036.032                  | 2.470.372 | 2.602.108 |
| 1994, 2004, 2007 : càlcul. |           |           |

## Clima
El clima presenta les característiques generals del clima mediterrani, encara que per la seva latitud, alçària i litoral, és la regió del Marroc amb major quantitat de precipitacions (+ 1.000 mm).

## Economia
Províncies i prefectures de la regió Tànger-Tetuan el 2010:
les principals activitats econòmiques són l'agricultura, la ramaderia, la silvicultura i la pesca, que representen el 43,5%, seguides pel comerç (14,4%) i la indústria i l'artesania (13,7%). No obstant això, la indústria i el comerç està experimentant actualment un molt ràpid creixement en comparació amb altres regions del país, gràcies a la millora de la xarxa d'autopistes, la construcció del port Tànger Med i les zones franques.

## Divisió administrativa
La regió està organitzada en dues wilayas: la de Tànger-Arcila, que abasta la prefectura homònima i la de Fahs Anjra, i la wilaya de Tetuan, amb les prefectures de Tetuan i M'Diq-Fnideq i les províncies de Chauen i Larraix.

Províncies i prefectures de la regió Tànger-Tetuan